# Scorpions
Pour les articles homonymes, voir Scorpion (homonymie).
Scorpions est un groupe allemand de hard rock, originaire de Hanovre. Son premier album voit le jour en 1972. Le groupe connaît un prestige planétaire surtout à partir des années 1980 grâce à des titres de hard rock tels que Rock You Like a Hurricane en 1984 ou No One Like You en 1982 et des ballades à l'instar de Still Loving You (1984) ou Wind of Change (1990), des chansons à grand succès commercial. Le déclin médiatique venu à partir des années 1990, les protagonistes se sont tournés vers de nouvelles expériences, avec notamment l'album Moment of Glory (avec l'Orchestre philharmonique de Berlin), Acoustica (album en concert acoustique) mais reviennent à leurs recettes traditionnelles en 2010 avec l'album Sting in the Tail.
Le groupe a à son actif d'autres grands classiques comme Send Me an Angel, Big City Nights, The Zoo, Blackout, Bad Boys Running Wild, Tease Me Please Me, Holiday...
En 2010, Scorpions compte plus de cent millions d'albums vendus à travers le monde. Le 23 janvier 2010, les membres annoncent sur le site officiel qu'après la tournée mondiale prévue après la sortie du nouvel album, ils mettront un terme à leur carrière. Ils reviennent sur leur décision fin 2012, en décidant cependant de ne plus faire de grandes tournées pour accompagner leurs futurs albums studios.
Le groupe donne le 5 juillet 2025 un concert anniversaire dans sa ville d'origine, Hanovre, pour fêter ses soixante ans d'existence avec Judas Priest, Alice Cooper ainsi que d'autres invités.

## Historique

### Débuts (1965–1974)

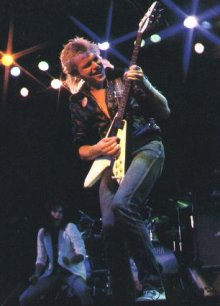
Michael Schenker lors d'un live en 1983.

En 1965, Rudolf Schenker, jeune guitariste de 17 ans, forme  à Hanovre un groupe amateur nommé The Scorpions, avec Wolfgang Dziony à la batterie, Karl-Heinz « Katty » Vollmer à la guitare soliste et Achim Kirchhoff à la basse, remplacé en 1968 par Lothar Heimberg. Au chant, on retrouve Rudolf Schenker et Wolfgang Dziony. Ils jouent essentiellement des morceaux des charts britanniques, surtout les chansons de The Beatles. Il choisit The Scorpions comme nom car il peut être compris dans plusieurs langues.
En 1969, deux membres du groupe Copernicus rejoignent le groupe : Klaus Meine au chant et Michael Schenker (petit frère de Rudolf) à la guitare. Le groupe prend le nom Scorpions (sans le the) et décide de passer professionnel le premier jour de l'année 1971. En 1972, le groupe sort un premier album intitulé Lonesome Crow, produit par Conny Plank. Il s'agit d'un album classé dans la catégorie rock psychédélique. Il rencontre du succès en Allemagne mais passe inaperçu dans le reste du monde. Lors de la tournée qui suit la sortie de l'album, le groupe commence à se faire un nom grâce à ses 136 concerts à travers l'Allemagne et en faisant la première partie des concerts du groupe anglais UFO. Mais fin 1972, Michael Schenker décide de quitter Scorpions après que les membres d'UFO, impressionnés par ses talents de guitariste, lui proposent de rejoindre le groupe. Heimberg et Dziony quittent Scorpions à leur tour laissant Klaus Meine et Rudolf Schenker seuls. Les deux tentent alors de fusionner les Scorpions et le groupe Dawn Road, qui a à sa tête le talentueux guitariste Ulrich Roth (plus communément appelé Uli Jon Roth), surnommé le « Jimi Hendrix allemand ». Ce dernier accepte l'idée de fusion des deux groupes.
Trois membres de Dawn Road viennent alors compléter le groupe (Ulrich Roth, le bassiste Francis Buchholz et le batteur Jürgen Rosenthal). Bien que les membres de Dawn Road deviennent alors majoritaires (trois de Dawn Road contre deux des Scorpions), le groupe décide de conserver son nom car il était plus populaire que Dawn Road et avait déjà sorti un album. Avec cette nouvelle formation, Scorpions compose un nouvel album, Fly to the Rainbow, qui sort en 1974. En Allemagne, celui-ci rencontre un plus grand succès que Lonesome Crow. De plus, le groupe gagne de nouveaux fans à l'étranger, notamment au Royaume-Uni et au Japon, où l'album fait son apparition dans les classements musicaux.

### Essor (1975–1978)
En 1975, Scorpions, épaulé par un nouveau batteur (Rudy Lenners, qui remplace Jürgen Rosenthal parti faire son service militaire), sort l'album In Trance. C'est le premier produit par Dieter Dierks, producteur fétiche du groupe. Cet album, jugé plus abouti que les précédents et classé dans la catégorie hard rock, est le premier vrai succès du groupe, avec comme point d'orgue le titre éponyme In Trance, désormais classique du groupe. Les compositions sont signées d'un côté par la paire Schenker/Meine et de l'autre par Uli Jon Roth ce qui donne un double aspect à l'ensemble tout en restant uniforme. De plus, le producteur Dieter Dierks ramène la durée des chansons fleuves de plus de 7 minutes des précédents albums à des durées plus abordables de 3–4 minutes. Une tournée à travers toute l'Europe et surtout au Royaume-Uni fait grandir la notoriété des Scorpions.
En 1976, sort l'album Virgin Killer, produit encore une fois par Dieter Dierks. Cet album s'est particulièrement fait remarquer du public par sa couverture montrant une fillette nue, seul un éclat de verre cachant son sexe. Les membres du groupe ont été choqués par cette photo mais ils furent obligés de l'accepter car imposée par la production. Virgin Killer connut le succès, notamment au Japon où il fut certifié disque d'or. Comme In Trance dont il est la continuité dans le style, cet album contient bon nombre de classiques du groupe comme Pictured Life, mais aussi Polar Nights et Virgin Killer chantés par Uli Jon Roth. Vers la fin de la tournée de Virgin Killer (qui dure toute l'année 1976 et au cours de laquelle Scorpions assure notamment les premières parties des dates européennes de Kiss), plus précisément lorsque le groupe joue au fameux Marquee Club de Londres le 21 novembre, il devient clair qu'Uli Jon Roth a la volonté de se séparer prochainement des Scorpions : il est plus inspiré par Jimi Hendrix et la volonté de suivre ses propres projets musicaux que par la scène hard rock contemporaine. Néanmoins ce n'est qu'un an et demi plus tard qu'il quittera le groupe, en 1978. Entretemps, Scorpions engage un nouveau batteur nommé Herman Rarebell qui vient remplacer Rudy Lenners. Contrairement à ce qu'a fait croire à l'époque la maison de disques des Scorpions, ce dernier n'a pas quitté le groupe à cause d'un souffle au cœur (cette version volontairement erronée des faits est citée fréquemment dans les biographies du groupe) mais par simple choix de carrière comme l'a révélé l'intéressé lui-même récemment.
Avec Herman Rarebell à la batterie le groupe sort Taken by Force (1977) célèbre actuellement pour He's A Woman/She's A Man (présent sur plusieurs best-of) et We'll Burn the Sky. À l'instar de Virgin Killer, l'album est lui aussi certifié disque d'or au Japon, ce qui confirme le succès naissant du groupe. Mais à ce moment, Uli Jon Roth commence réellement à prendre ses distances par rapport à Scorpions, car il désapprouve l'orientation musicale du groupe qui selon lui tend à se commercialiser, mais surtout parce qu'il souhaite se consacrer à une carrière solo. Même si son départ est une perte importante, aucun des autres membres ne va s'y opposer car il est clair que les divergences musicales entre lui et le reste du groupe sont devenues trop importantes. Pendant ce temps, au Japon, la notoriété des Scorpions ne va qu'en grandissant. Le groupe entreprend donc d'y enregistrer un album en concert en 1978 : Tokyo Tapes, double album, qui réunit des enregistrements faits lors des différentes prestations des Scorpions au Sun Plaza de Tokyo. Cette série de concerts au Japon marque la dernière apparition de Roth avec le groupe.

### Poursuite de l'ascension (1978–1981)

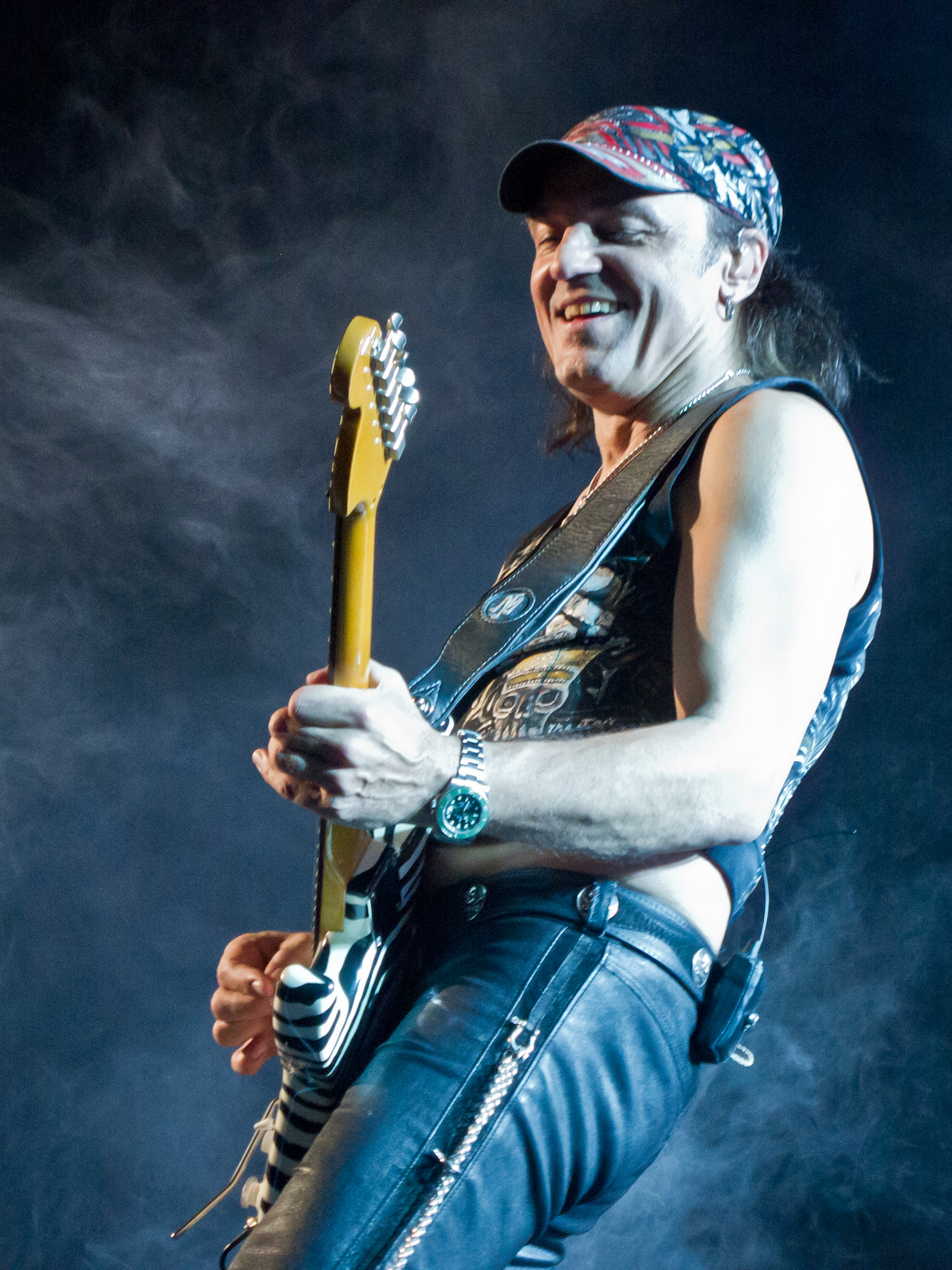
Matthias Jabs en concert avec Scorpions en 2014.

#### Départ d'Uli Jon Roth
Juste après la tournée de 1978, Uli Jon Roth quitte le groupe. Klaus Meine, Francis Buchholz, Herman Rarebell et Rudolf Schenker doivent donc remplacer un guitariste d'exception. Après avoir auditionné plus de 140 guitaristes à Londres en Angleterre, c'est finalement à Hanovre, la ville d'origine de Klaus, Francis et Rudolf que le groupe finit par trouver en 1979 un guitariste de 23 ans, ami de Buchholz, nommé Matthias Jabs. Scorpions trouve son line-up « classique » qui va durer jusqu'en 1992 (Klaus Meine, Rudolf Schenker, Matthias Jabs, Hermann Rarebell et Francis Buchholz).

#### Lovedrive
En 1979 sort l'album Lovedrive qui verra réapparaître Michael Schenker en invité sur les chansons Lovedrive, Coast To Coast et Another Piece of Meat. Le groupe est partant pour reprendre Michael Schenker en son sein, mais celui-ci étant retombé dans des problèmes d'alcool (qui lui ont fait rater plusieurs concerts notamment), sa contribution à l'album est limitée et Matthias Jabs, qui était dans le doute quant à sa place dans le groupe à la suite de cette éventuelle réadmission de Schenker, retrouve définitivement sa place au sein des Scorpions. Cet album amorce une période considérée comme l'âge d'or de la carrière des Scorpions, et confirme le grand potentiel du groupe avec des ballades comme Holiday et Always Somewhere, des morceaux heavy comme Another Piece of Meat, l'instrumental Coast to Coast et même un morceau mélangeant astucieusement hard rock et reggae, Is There Anybody There ?. Le groupe devient une valeur sûre en Europe et au Japon, et commence à se faire connaître aux États-Unis grâce à sa première tournée dans ce pays (en ouverture notamment sur certaines dates de Ted Nugent et AC/DC et en compagnie de Sammy Hagar). Nouveauté pour le groupe, l'album apparaît même dans les charts outre-atlantique.

#### Animal Magnetismet polype de Klaus Meine
Paradoxalement, l'album Animal Magnetism sorti en 1980 est moins bien accueilli par les critiques que Lovedrive et passe assez inaperçu en Europe mais se vend bien aux États-Unis où il deviendra disque de platine. De plus il contient les chansons Make It Real et surtout The Zoo, très appréciée des fans, et dont les paroles, justement, plantent le décor dans la 42e rue de New York, ce qui traduit bien les efforts du groupe à cette époque pour pénétrer le marché américain. Une tournée mondiale suit la sortie de l'album au cours de laquelle Scorpions participa notamment au premier festival Monsters of Rock à Castle Donington en Angleterre. Mais après Animal Magnetism et sa tournée, en 1981, Klaus Meine perd presque complètement sa voix en pleine production du nouvel album des Scorpions à cause d'un polype aux cordes vocales, et est sur le point de se faire remplacer par Don Dokken chanteur du groupe Dokken. Néanmoins après plusieurs opérations des cordes vocales suivies de longs mois de repos et avec le soutien important des autres membres du groupe (notamment de son ami Rudolf Schenker) Klaus retrouve l'usage de sa voix et reprend ses activités avec le groupe. L'enregistrement du nouvel album, qui avait pris un fort retard à cause de ce problème, est finalement terminé dans la sérénité dans une villa du sud de la France. Cet album est considéré comme l'un des meilleurs du groupe et va lui offrir une renommée mondiale.

### Apogée (1982-1991)

#### Blackout
C'est  donc réellement en 1982 que le groupe explose sur la scène hard rock mondiale grâce à ce nouvel album, nommé Blackout, qui se hisse au sommet des classements de ventes de disques et est considéré autant par les critiques que par les fans comme le meilleur album hard rock du groupe. Il contient des titres qui sont des grands classiques du groupe comme le hit No One Like You (qui est même un des morceaux de hard rock classiques des années 1980, repris sur de nombreuses compilations et stations de radio), Can't Live Without You hit de l'album en France, les classiques live Blackout et Dynamite, ainsi que la ballade When the Smoke is Going Down. Avec ce succès, Scorpions devient alors un des plus grands groupes de hard rock et engage à travers le monde la première de ses gigantesques tournées au cours de laquelle ils participent au US festival de 1983 en Californie qui a réuni plus de 325 000 personnes en compagnie de Van Halen, Ozzy Osbourne, Judas Priest (la performance incroyable des Scorpions lors de ce concert sera ensuite regardée comme l'une des toutes meilleures du festival). Ils emmèneront avec eux des groupes comme Iron Maiden ou Girlschool. Après le succès de Blackout et de sa tournée, Scorpions qui est désormais considéré comme un grand groupe de hard rock, est attendu au tournant : le groupe va-t-il confirmer son succès ? Scorpions, conscient des attentes du public, va s'atteler pendant deux ans (1983-1984) à la préparation d'un album qui pourrait non seulement égaler mais aussi surpasser Blackout.

#### Love At First Sting
C'est donc en 1984 que sort cette suite de Blackout  qui va faire connaître le groupe, déjà très populaire dans le monde du rock et chez les jeunes, au grand public : Love at First Sting. Cet album a été conçu par le groupe et Dieter Dierks, le producteur, avec le but avoué de dépasser le succès de Blackout. De ce fait les sessions d'enregistrement, entre Stockholm et Hanovre, ont été très longues et pénibles et ont donné lieu à des tensions entre  Dieter Dierks et les membres du groupe, sur lesquels il maintenait une pression constante (notamment Herman Rarebell et Francis Buchholz), exigeant le meilleur de chacun à tout moment (voir l'article Love at First Sting). Mais le résultat est à la hauteur et Love at First Sting obtient un immense succès international dès sa sortie et grimpe encore plus que Blackout dans les charts (il se vend à plus de deux millions d'exemplaires aux États-Unis en moins d'un an). L'album est alors considéré comme le plus abouti du groupe, même s'il est dans une veine moins purement hard rock que Blackout ou Animal Magnetism. Il contient bien sûr des titres plutôt hard rock comme le hit Rock You Like a Hurricane une des chansons de hard les plus connues des années 1980 ou encore Big City Nights, Bad Boys Running Wild et Coming Home, mais il dévoile également la chanson Still Loving You, ballade emblématique de plus de 6 minutes, dixit Matthias Jabs : « responsable du plus grand baby boom depuis la Seconde Guerre mondiale. » Still Loving You connaît un immense succès, notamment en France où le single se vend à plus de 1,7 million d'exemplaires ce qui en fait la chanson la plus vendue de l'année 1984. Le groupe reste donc face à un dilemme qui va le mener indirectement à son déclin : faire du heavy-metal pur et dur comme au commencement ou continuer de faire des ballades à succès commercial. Mais le groupe n'en est pas encore là et certaines de ses plus grandes heures de gloire ne sont pas encore écrites. Une gigantesque tournée mondiale de deux ans suit la sortie de l'album avec comme point d'orgue la participation au premier festival Rock In Rio en 1985 (en compagnie notamment de Queen et AC/DC devant plus de 500 000 personnes). La même année sort l'album World Wide Live, réalisé au summum de la popularité du groupe et qui compile ses succès post-1978. À la fin de cette tournée en 1986 les membres du groupe décident de prendre une pause pour pouvoir ensuite se concentrer sur leur nouvel album. L'année 1987 est donc avant tout une année de repos pour le groupe qui n'a cessé de sortir des albums et de partir en tournée depuis plusieurs années.

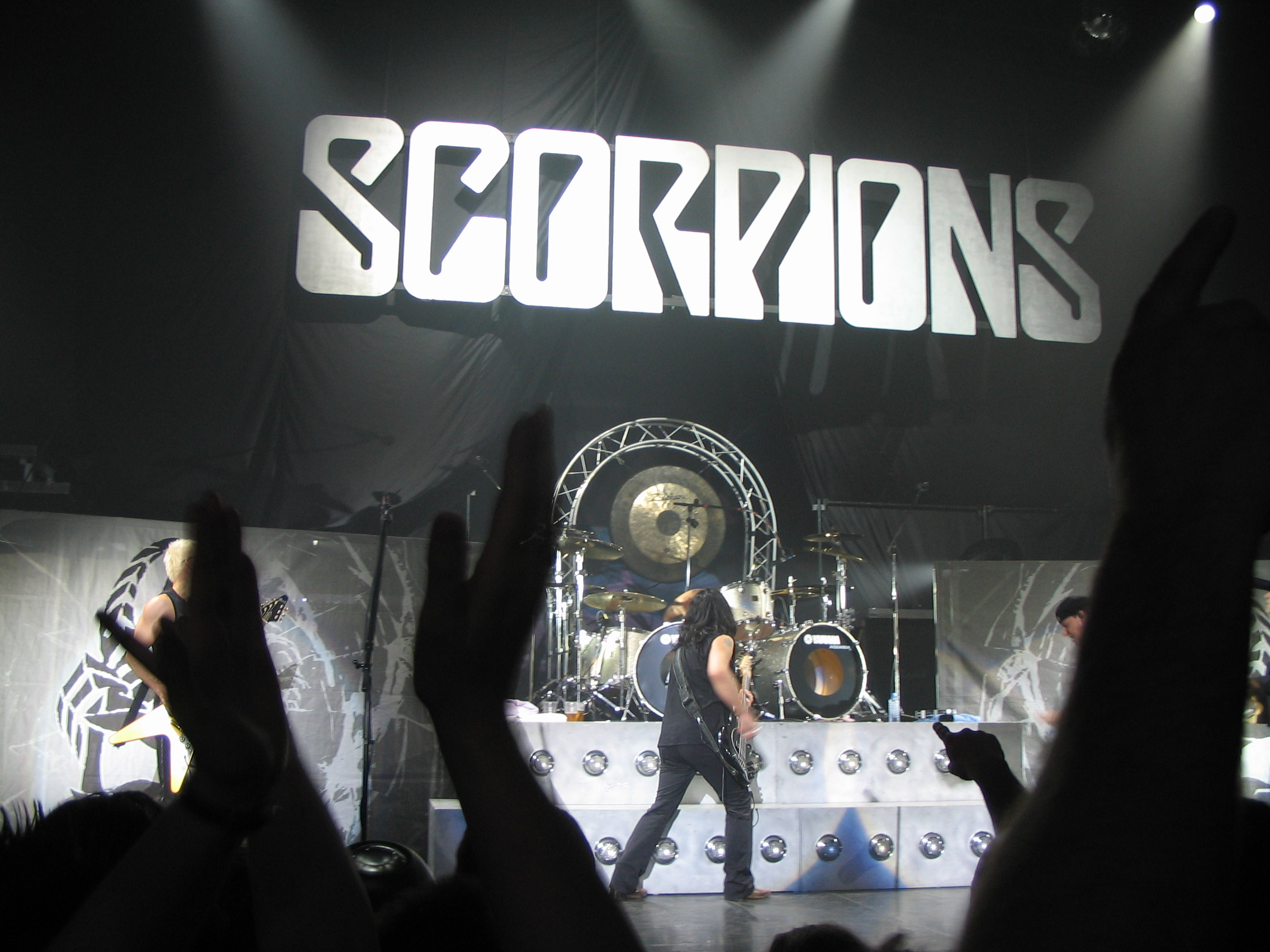
Logo des Scorpions.

#### Savage Amusement
En 1988, Scorpions fait paraître Savage Amusement, un album restant proche de la musique des Scorpions mais cependant moins brillant que les deux précédents albums studio et qui se vend très bien aux États-Unis (5e dans les charts). Beaucoup tendent à dire que la visée de cet album était trop commerciale, ce qui a nui au résultat final (avec un son très policé, limite glam, à la manière de Def Leppard comme on peut le voir sur des chansons comme Rhythm of Love), chose que le groupe admettra quelques années plus tard. En attendant, constatant qu'il n'a rien perdu de sa popularité, Scorpions se lance encore une fois dans une grande tournée mondiale du nom de Savage Amusement Tour qui suit la sortie de l'album et au cours de laquelle il deviendra l'un des premiers groupes de rock à jouer de l'autre côté du rideau de fer : initialement prévus à Moscou, dix concerts se tiennent à guichets fermés à Saint-Pétersbourg (record absolu en la matière). Le groupe emmènera avec lui notamment Metallica et Dokken. Le point d'orgue de cette tournée est la participation au Moscow Music Peace Festival en 1989 devant plus de 100 000 spectateurs en compagnie de Mötley Crue, Bon Jovi, Cinderella, Skid Row, Ozzy Osbourne et Gorky Park (concert qui inspirera à Klaus Meine la ballade Wind of Change). À la suite de ces concerts en Russie (URSS à cette époque) une importante base de fans s'y développa et le groupe a commencé à régulièrement donner de nombreux concerts dans le pays lors de ses tournées. À noter que Scorpions a rencontré à cette occasion Mikhaïl Gorbatchev, rencontre qui, d'après les membres du groupe, a été un des moments les plus forts de leur carrière.

#### Crazy World
Les années 1990 et 1991 sont les dernières années de succès mondial des Scorpions. D'abord le groupe se sépare de son producteur attitré Dieter Dierks, le tenant pour responsable du son un peu trop pop de Savage Amusement — que Klaus Meine considère depuis comme l'album de trop avec Dieter Dierks —, puis fait paraître l'album Crazy World enregistré à Los Angeles et produit par Keith Olsen. Cet album est le dernier grand succès commercial en date. Il contient de grands succès tels que Send Me an Angel, Tease Me Please Me, Don't Believe Her et surtout la célèbre chanson Wind of Change écrite en référence aux changements politiques dans le monde (chute du bloc communiste et réunification de l'Allemagne), qui en 1991 atteint des sommets dans les charts (1re place en Allemagne et en France, et 2e au Royaume-Uni) et devient l'un des grands symboles de la chute du mur de Berlin et de la réunification de l'Allemagne. Il s'agit, avec Still Loving You paru en 1984, de la ballade la plus connue du groupe. Une tournée mondiale suit la sortie de l'album au cours de laquelle Scorpions participe au concert-géant intitulé The Wall Live in Berlin organisé par Roger Waters (du groupe Pink Floyd) sur la Potsdamer Platz de Berlin et retransmis en direct à travers le monde devant plusieurs millions de téléspectateurs.

### Déclin (1992–2000)

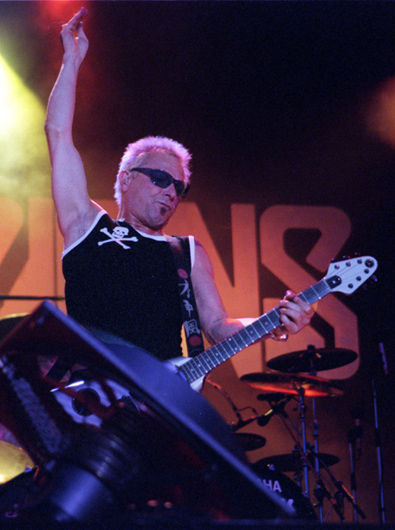
Rudolf Schenker, en 1999.

À partir du milieu des années 1990, le hard rock ne connaît plus vraiment de succès et seuls des groupes comme Scorpions, AC/DC ou encore Deep Purple, qui s'est reformé en 1984, subsistent tandis que parallèlement, Metallica et Guns N' Roses deviennent les formations de heavy metal les plus populaires. Mais Scorpions a déjà eu ses heures de gloire. Le groupe a survécu à deux décennies, ce qui est déjà un exploit. Rien que dans le monde du Rock, la mode est au grunge à l'instar de Nirvana et à la britpop telle que celle des groupes Blur, The Verve, Oasis. Le groupe décide donc de changer un peu le son de sa musique pour plaire davantage au public, ce qui déçoit ses fans, laisse indifférent le public et engendre des critiques acerbes de la presse malgré des albums travaillés. Tout d'abord, Francis Buchholz quitte le groupe en 1992 à la suite de conflits dans la gestion de la fiscalité du groupe et est remplacé par Ralph Rieckermann. En 1993, le groupe fait paraître l'album Face the Heat produit par Bruce Fairbairn avec un son plus metal. Bien qu'il soit un assez bon album dans l'ensemble (il contient entre autres le single très heavy Alien Nation et No Pain No Gain, et une belle ballade du groupe, Under the Same Sun, qui rencontre un certain succès), il n'atteint pas le succès des précédentes réalisations des Scorpions car il est un peu trop divergent du style pour lequel le groupe est connu (mais bien qu'il y ait un changement de style évident celui-ci n'est pas aussi flagrant qu'il le sera sur les prochains albums).
Trois ans plus tard et un batteur en moins (Herman Rarebell, parti fonder sa propre maison de disques Monaco Records avec son ami le prince Albert de Monaco et remplacé par James Kottak), le groupe sort Pure Instinct contenant beaucoup de ballades comme le single You and I mais aussi Wild Child qui reste assez dynamique. L'album connaît le succès (notamment en Allemagne, en France où l'album est certifié disque d'or et au Japon) mais n'atteint évidemment pas les ventes de Love at First Sting ou Blackout. De plus les fans sont assez déçus par le choix de tant de ballades. En 1999, sort l'album Eye II Eye produit par Peter Wolf. Le son y est plus électrique et pop. C'est le moins apprécié des fans et des critiques avec Pure Instinct, même s'il propose quelques titres assez heavy comme Mind Like a Tree et Aleyah. Mais en faisant le bilan des années 1990, le groupe ne s'en tire pas trop mal : malgré des ventes médiocres des derniers albums, le groupe est toujours considéré comme une des plus grandes formations hard rock du monde et les spectateurs sont toujours au rendez-vous. Plus impressionnant encore, la nouvelle jeunesse semble s'intéresser à Scorpions.

### Renouveau (2000–2009)

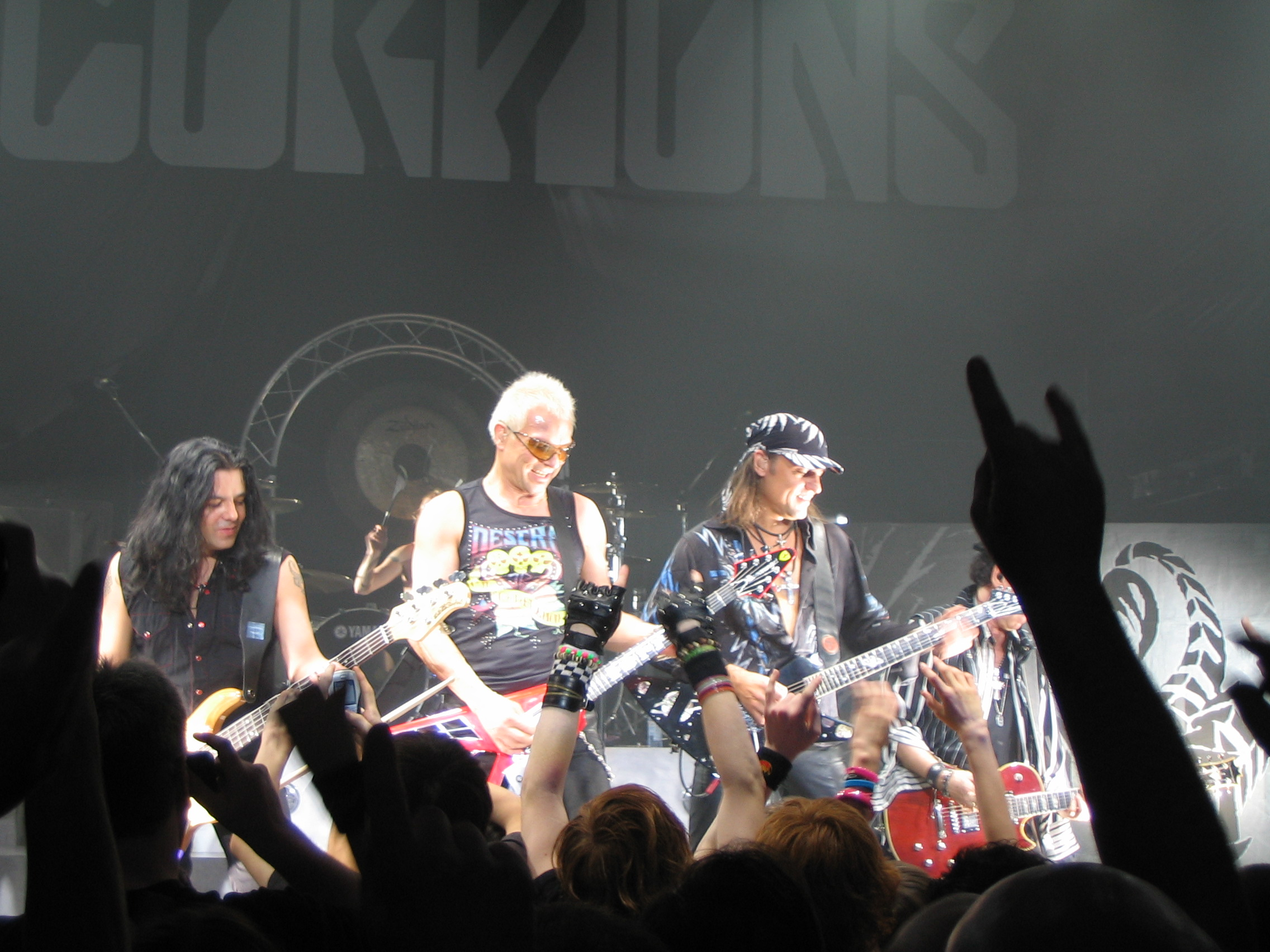
Scorpions, sur scène en 2005.

À l'aube du nouveau millénaire, le groupe sort un album symphonique avec l'orchestre philharmonique de Berlin : Moment of Glory produit par Christian Kolonovits, reprenant les anciens titres du groupe et comprenant notamment des duos avec Ray Wilson (Stiltskin, Genesis) et Zucchero. En 2001, sort l'album acoustique Acoustica, enregistré en concert à Lisbonne (Portugal). La tournée Acoustica se déroule aux quatre coins du monde et est un grand succès grâce aux orchestres philharmoniques qui accompagnent le groupe. Lors des tournées, Klaus Meine annonce un retour aux sources. En 2004, après le départ de Ralph Rieckermann, le groupe engage un nouveau bassiste, Paweł Mąciwoda et sort l'album Unbreakable produit par Erwin Musper. Ce nouvel opus envoûte de nouveau les fans grâce à des titres comme Blood too Hot, Through My Eyes ou Deep and Dark qui rappellent le son classique des Scorpions. Le retour aux sources annoncé a donc bien lieu et Unbreakable connait un succès en comparaison avec les derniers albums du groupe. Cet album donne lieu à une tournée mondiale en 2005 et 2006, dont le point d'orgue était sans conteste la tête d'affiche du Wacken Open Air Festival de 2006, qui s'est déroulé comme tous les ans à Wacken, en Allemagne. Intitulée A Journey trough Time, a Night to Remember (« Un Voyage Dans Le Temps, Une Nuit Pour Se Souvenir ») cette soirée de plus de deux heures quarante cinq au total et devant plus de 62 000 personnes a eu une saveur particulière pour les fans présents ainsi que pour les membres du groupe : ce soir-là en effet, en dehors du line-up actuel (Rudolf Schenker, Klaus Meine, Matthias Jabs, James Kottak, Paweł Mąciwoda) se trouvaient aussi présents Uli Jon Roth (guitariste de 1974 à 1978), Michael Schenker (également guitariste, en 1972 et 1979, et petit frère de Rudolf), ainsi qu'Hermann Rarebell (batteur de 1977 à 1995). Tous sont remontés sur scène ensemble (Uli avait déjà fait une apparition avec le groupe, au Théâtre de Plein Air à Colmar, au mois de septembre 2005 mais Michael quant à lui était n'était plus remonté sur scène avec les Scorpions depuis la tournée de l'album Face The Heat pour quelques morceaux acoustiques lors d'un concert à Bucarest). En guise de final, le groupe au complet, agrandi en plus par Tyson Schenker, le fils de Michael et guitariste de Faster Inferno, joue le célèbre Boléro de Ravel. Ce concert est filmé et le DVD (Live at Wacken Open Air 2006) sort officiellement le 10 décembre 2007 en France, et partout dans le monde. L'autre grand moment de cette tournée mondiale se déroule à l'été 2006 (le 8 juillet), lorsque Scorpions donne un immense concert au Canada, dans la ville de Québec pour le Festival d'été de Québec devant plus de 80  000 personnes sur les plaines d'Abraham. Grâce à l'album Unbreakable et à la tournée qui s'ensuit, Scorpions renoue donc avec ses fans et avec la musique qui a fait son succès.

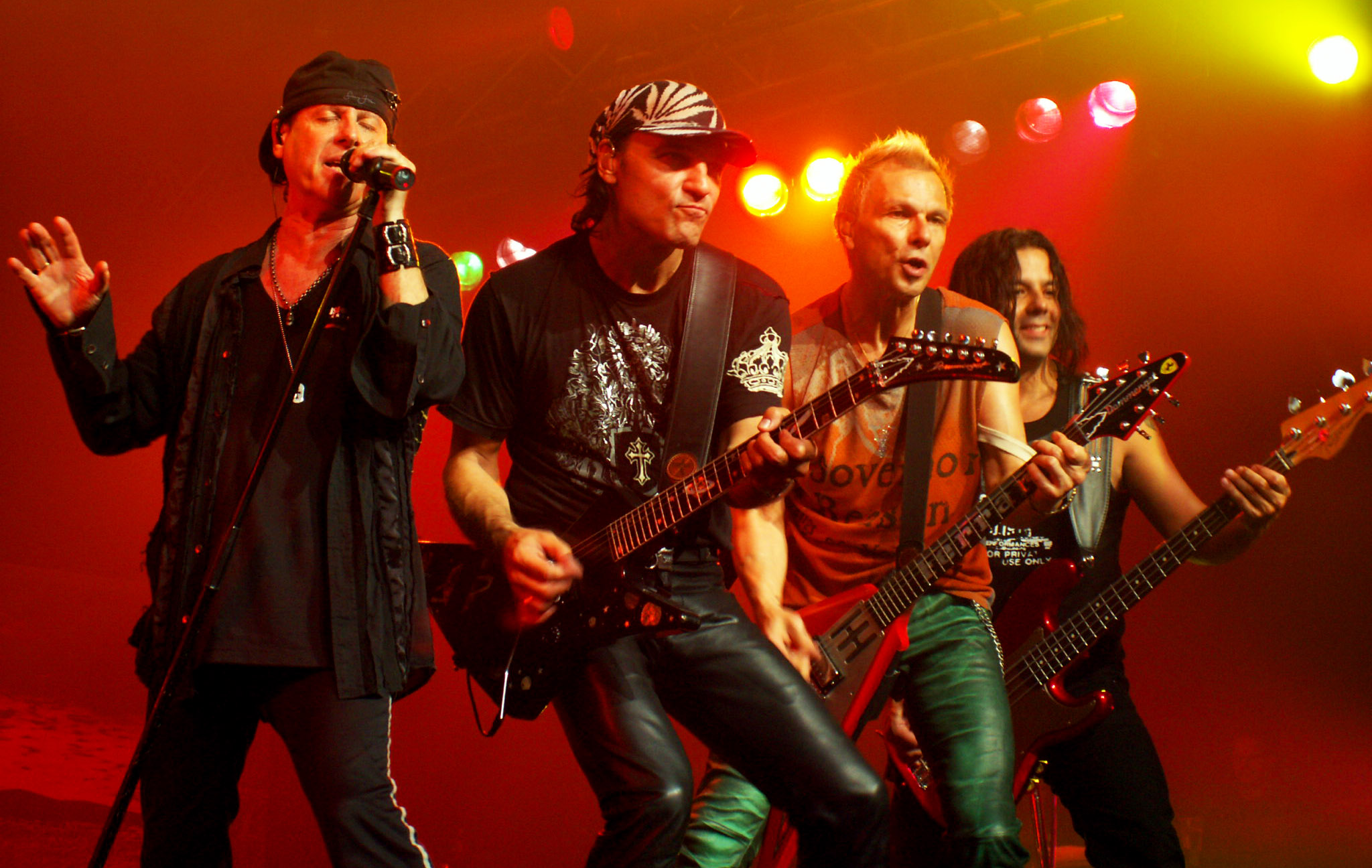
Scorpions au Zénith de Nantes en 2007

En novembre 2006, le groupe entre en studio à Los Angeles, sous la houlette de Desmond Child (qui a notamment coécrit le tube I Was Made For Lovin You de Kiss et produit de fameux artistes tels que Cher). L'enregistrement terminé, le nouvel album sort le 14 mai 2007 en France, 11 jours avant le reste du monde, sous le label BMG. Il est intitulé Humanity - Hour 1. Cet album bien accueilli par le public et la presse spécialisée, est une sorte d'album concept dont le thème principal est, comme son titre l'indique, l'humanité actuelle. Il donne lieu à une nouvelle tournée mondiale entre 2007 et 2008, qui commence avec une série de concerts en France, lors desquels le groupe invite à nouveau Uli Jon Roth, et s'achève avec trois concerts en Inde. Après la tournée, le groupe entre de nouveau en studio en 2009 afin d'enregistrer un nouvel album. Il en profite aussi pour sortir une nouvelle vidéo d'une série de concerts en Amazonie qui est nommée Amazonia – Live In The Jungle et dont les recettes sont reversées à Greenpeace afin de soutenir la lutte contre la déforestation en Amazonie. Toujours en 2009, Scorpions remporte un Echo award qui vient récompenser l'ensemble de sa carrière.

### Retour aux sources, tournées et continuité (2010–2013)
Le 19 mars 2010, Scorpions publie Sting in the Tail. Un album retour aux sources où l'on retrouve typiquement son hard rock des années 1980, un style qui a rendu célèbre le groupe et l'a propulsé dans cette même décennie. Une nouvelle tournée mondiale accompagne la sortie de l'album, et débute par une série de concerts en Allemagne. Au cours de cette tournée, le groupe joue notamment la chanson Send Me an Angel qu'il dédie à Ronnie James Dio, mort le 16 mai 2010.

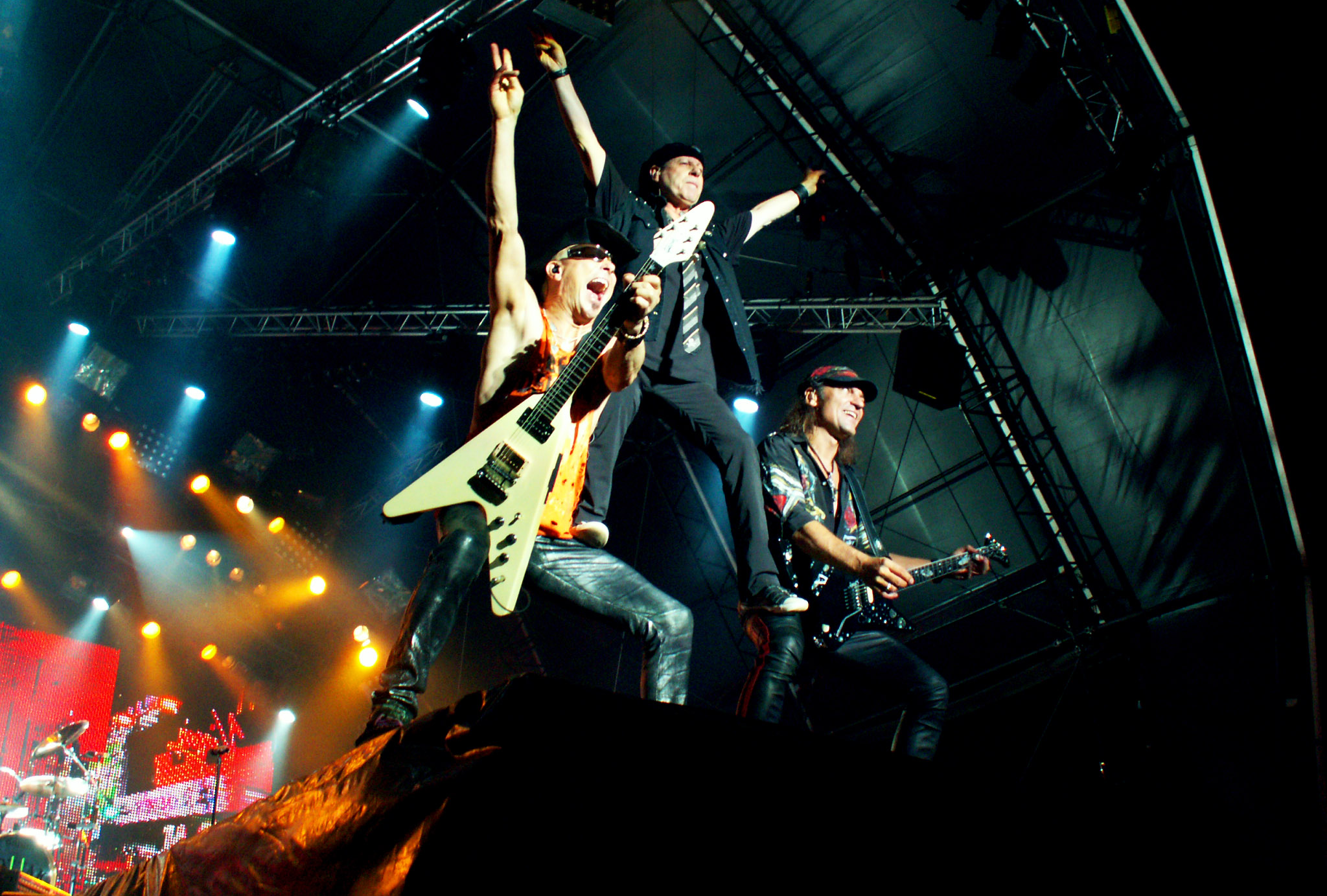
Scorpions au Hellfest 2011

Les membres du groupe annoncent au magazine allemand Bild, la fin des Scorpions après la sortie de leur dernier album et une tournée d'adieu qui s'achèvera en 2012 en Allemagne (soit une série d'environ 200 concerts) : (« Nous nous arrêtons. C'est notre dernier album ! »). Le 14 juillet 2011, le groupe participe aux 20 ans du festival des Vieilles Charrues puis, le 2 juin 2012 au festival Nancy On The Rocks de Nancy, en France. À cette occasion, l'ancien guitariste Uli Jon Roth rejoint le groupe sur le titre We'll Burn the Sky. Initialement ce concert devait également accueillir les anciens membres Michael Schenker, Herman Rarebell et Rudy Lenners et être le dernier en France mais mi-avril le groupe annonce plusieurs nouvelles dates pour novembre 2012, à la suite de l'annulation des dates initialement prévues en avril 2012 (Lille, Limoges, Pau, Dijon, Reims, Strasbourg, Orléans, Nantes et Marseille).
Finalement, le groupe annonce fin 2012 écarter définitivement l'idée d'une retraite musicale, et qu'il continuera à tourner et à produire des albums. En mai 2013, Scorpions participe avec d'autre groupes de hard-rock à une vente aux enchères en faveur de la United Charity. Malgré les rumeurs de retraite, le guitariste Matthias Jabs explique, le 12 juin 2012 à l'AZ Central, que Scorpions ne se séparerait pas. Le 6 novembre 2013, ils annoncent quatre nouvelles dates de concert sur MTV Unplugged en Allemagne pour 2014.

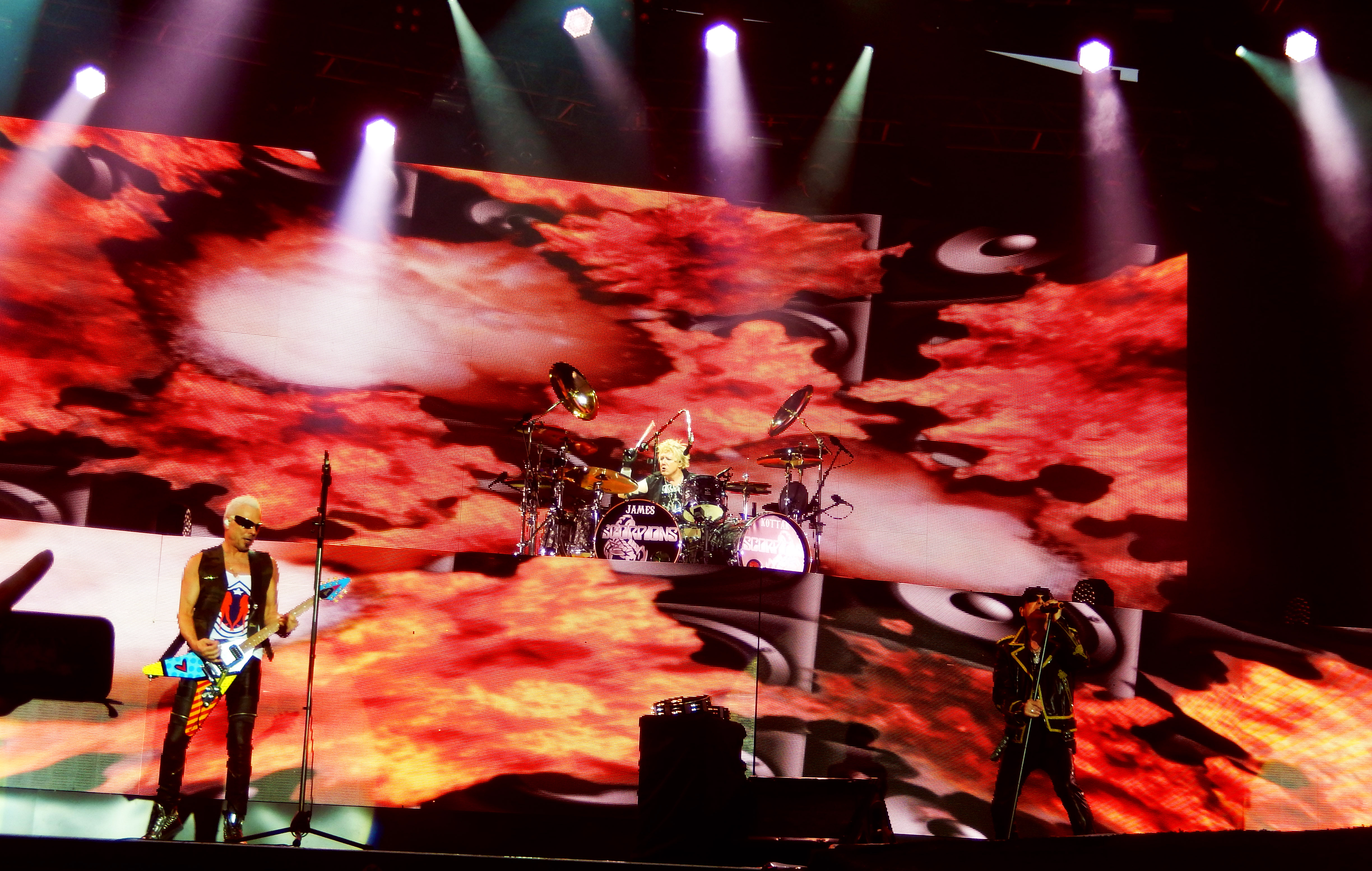
Scorpions au Festival de Beauregard en 2015

### Cinquantième anniversaire et nouveaux albums (2014-2024)

#### Return to Forever

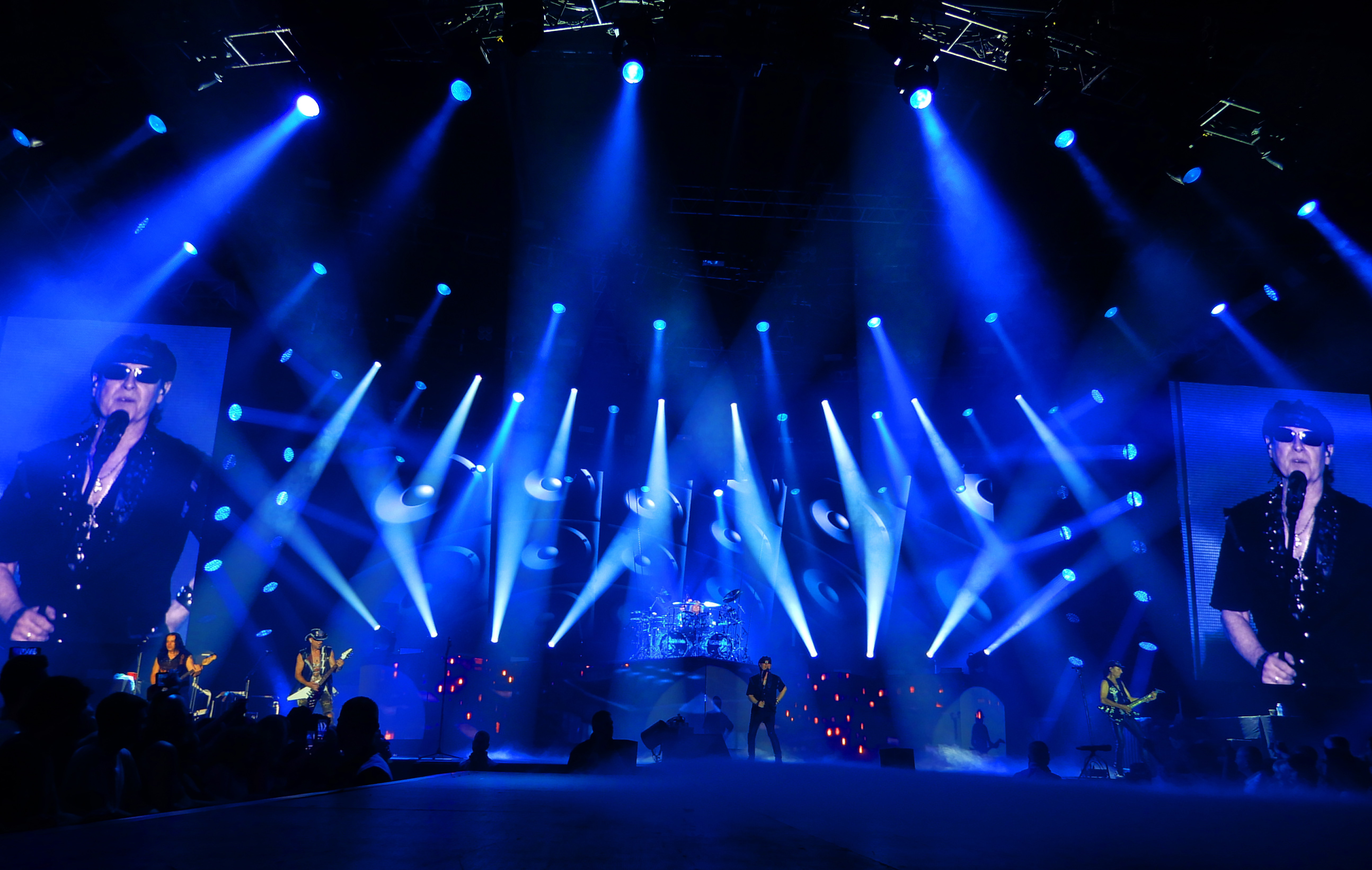
Scorpions au Liberté à Rennes en juin 2018.

Le 23 octobre 2014, Klaus Meine annonce, à l'occasion d'une interview donnée pour le fan-club francophone du groupe Crazyscorps, que le groupe est en cours d'enregistrement d'un nouvel album, dont la sortie est programmée pour février / mars 2015, pour coïncider avec le cinquantième anniversaire du groupe. Devant originellement être constitué de morceaux inédits des années 1980, ce nouvel album, intitulé Return to Forever, sera finalement en partie constitué de compositions originales, écrites et composées entre 2011 et 2014. L'enregistrement de l'album s'effectue en Suède, en compagnie à nouveau des producteurs Mikael Nord Andersson et Martin Hansen. Klaus Meine indique que James Kottak, écarté du groupe depuis mai 2014, tiendra le poste de batteur sur le nouvel album. Au cours de la tournée 2015, Scorpions donne des concerts dans toute la France avec comme invité spécial le groupe Europe.
Lors du concert du 24 novembre 2015 à Bercy, James Kottak et le public entonnent La Marseillaise en hommage aux victimes des attentats du 13 novembre.
En 2016, Mikkey Dee, ex-batteur de Motörhead, remplace James Kottak souffrant pour le reste de la tournée. En septembre il devient un membre officiel du groupe. Lors des concerts avec son nouveau batteur, le groupe reprend le tube Overkill de Motörhead.
En 2017, le groupe publie une compilation de 17 titres intitulée Born to Touch Your Feelings: The Best Of Rock Ballads, entièrement consacré aux ballades du groupe.
Lors de la pandémie de coronavirus, le groupe a collaboré avec Yoshiki pour interpréter Wind of Change. Cette collaboration a été présentée en 2023 dans le film documentaire Yoshiki: Under the Sky.

#### Rock Believer

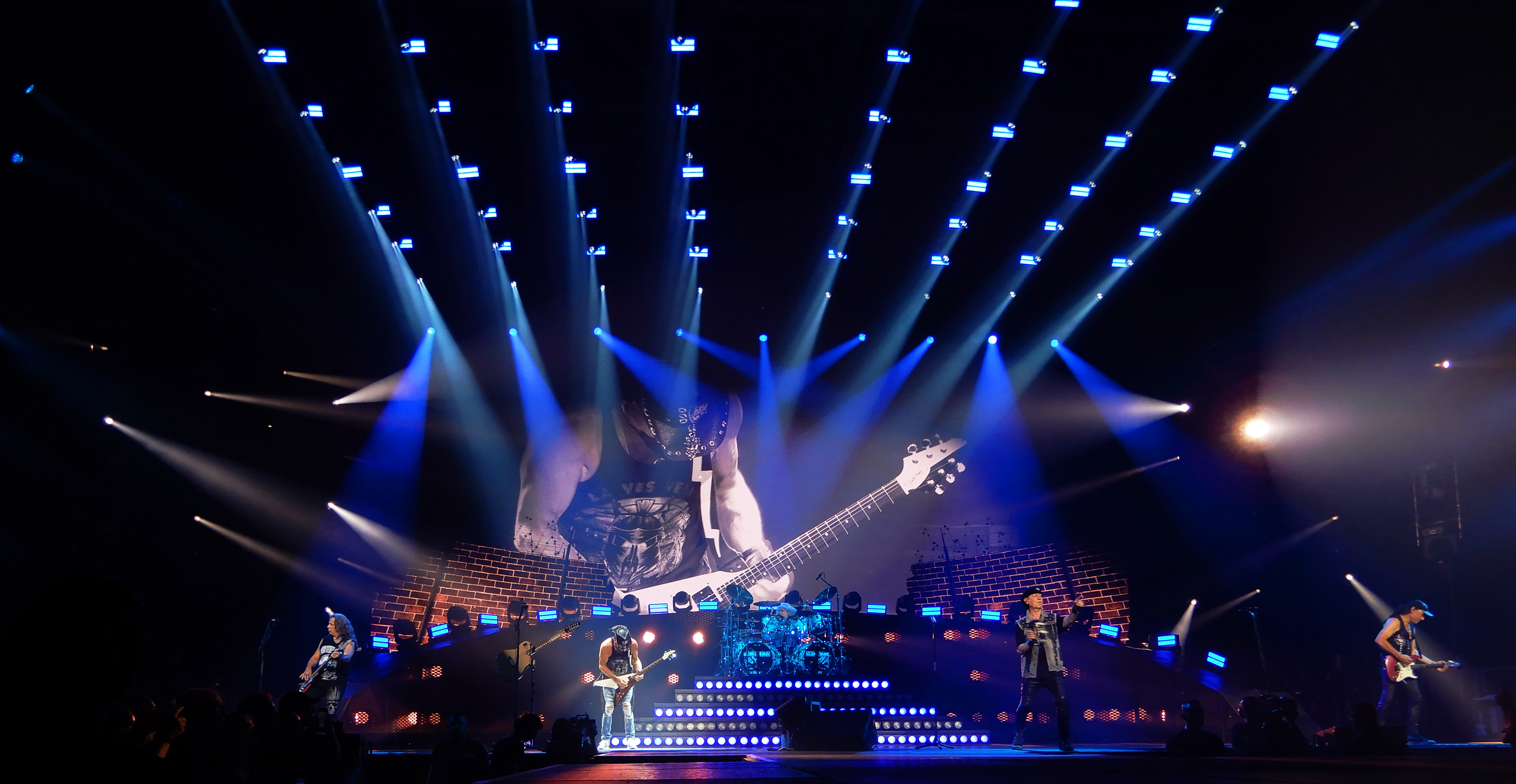
Scorpions au Zénith de Clermont-Ferrand en juillet 2022

Le 25 février 2022, Scorpions sort son 19e album studio Rock Believer qui est suivi d'une tournée mondiale. Il contient des chansons hard tel que Peacemaker, Seventh Sun, Gas in the Tank et la ballade When You Know (Where You Come From). Un clip-vidéo du titre éponyme est mis en ligne sur Youtube le 18 janvier 2022. Parmi les photos du début de ce clip, on peut reconnaître Klaus Meine et Mikkey Dee enfants.
Lors de cette tournée, le groupe se produit notamment au Hellfest avec comme invité Phil Campbell, ancien acolyte de Mikkey Dee, sur le morceau final, Rock You Like a Hurricane.
Le 9 janvier 2024, James Kottak, batteur du groupe de 1996 à 2016 (vingt ans), meurt à l'âge de 61 ans à Louisville.
Le groupe annonce une tournée 2024 pour les 40 ans de l'album Love at First Sting, avec trois dates en France, au Théâtre antique de Vienne, au festival Heavy Week-End à Nancy ainsi qu'au festival de Carcassonne. Le groupe joue l'album dans son intégralité (hormis la chanson As Soon As the Good Times Roll) dont les hits Rock You Like a Hurricane et Still Loving You, les classiques Coming Home, Big City Nights et Bad Boys Running Wild mais aussi des chansons rarement jouées ou même jamais jouées comme Crossfire, The Same Thrill et I'm Leaving You.

### 60 ans de carrière (depuis 2025)

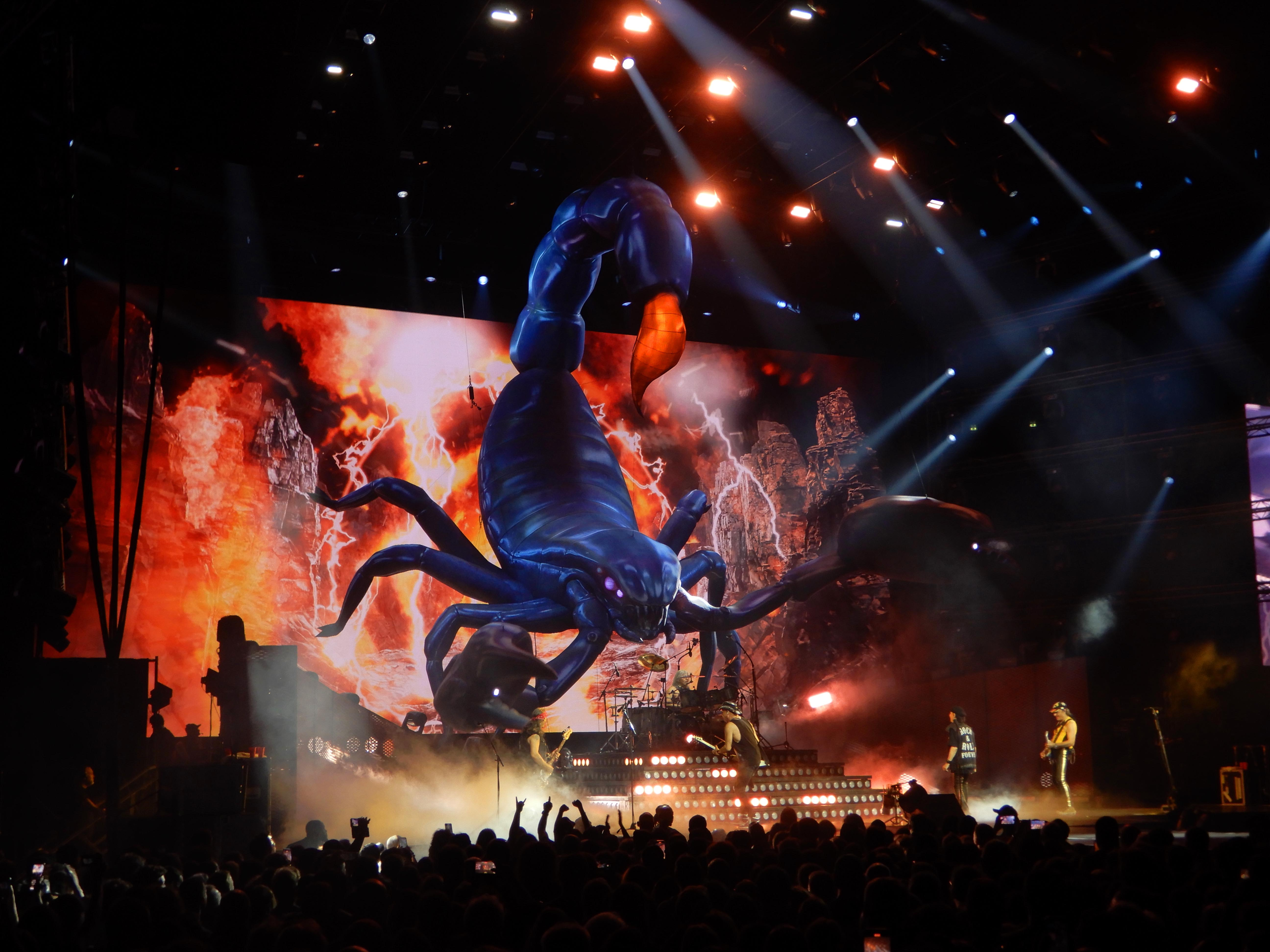
Apparition du scorpion géant lors du rappel à l'Accor Arena de Paris, le 24 juin 2025.

Fin septembre 2024, le groupe annonce une tournée en 2025 pour ses 60 ans de carrière avec pour l'instant cinq dates à Las Vegas. Lors d'une conférence de presse, il annonce aussi un concert exceptionnel dans sa ville natale, Hanovre, le 5 juillet 2025. Il déclare également que les groupes Judas Priest et Alice Cooper, mais aussi de nombreux autres invités spéciaux seront présents. Le groupe prévoit aussi pour l'instant deux dates en France, à Paris, plus exactement à Bercy, et aux Arènes de Nîmes. Le répertoire de la tournée reste pour l'instant semblable à celui de la tournée Love at First Sting 40th Anniversary Tour 2024, même s'il y a quelques changements. À l'inverse, le groupe a fait une surprise à ses fans avec l'apparition d'un scorpion géant lors du rappel des concerts, comme il l'avait fait lors du concert donné en 2006 au Wacken Open Air (DVD Live at Wacken Open Air 2006).
Le groupe annonce a l'occasion de leur 60 ans de carrière une double compilation intitulée From the First Sting, retraçant tous les albums studios en 31 chansons, dont la sortie est prévue le 26 septembre.
Peu de temps après, le groupe annonce pour le 14 novembre la sortie d'un double album en public Coming Home Live, enregistré lors de son concert anniversaire au stade allemand Heinz von Heiden Arena à Hanovre le 5 juillet 2025.
Lors du concert de Scorpions aux Arènes de Nîmes le 24 juillet 2025, Pawel Maciwoda et Mikkey Dee jouent un extrait du classique de Black Sabbath Paranoid pendant le solo New Vision, en hommage à Ozzy Osbourne, mort deux jours plus tôt.

## Style musical
Dans sa jeunesse, Rudolf Schenker se disait très influencé par des groupes comme les Rolling Stones, tandis que Klaus Meine était plus versé dans des groupes tels que les Beatles, certes de rock mais moins agressifs que les Rolling Stones et assimilés. De ses influences des années soixante, Schenker gardera un certain style de jeu à la guitare caractéristique, notamment lors des quelques solos qu'il entreprend comme sur Still Loving You ou Wind of Change , au contraire de Matthias Jabs qui, lui, possède un style fluide et rapide caractéristique des années 1980. Mis à part cela, le groupe se détachera assez vite de ces influences-ci. Son premier album, Lonesome Crow sorti en 1972, est fortement teinté du rock psychédélique alors en vogue en Allemagne (nommé le Krautrock) — des sonorités qu'on trouve entre autres chez Amon Düül II, notamment sur son quatrième album, Carnival in Babylon, qui est sorti la même année. C'est avec son deuxième album, Fly to the Rainbow, que Scorpions va commencer à dégager le son déjà plus hard rock pour lequel il est connu (notamment sur la chanson Speedy's Coming). Mais c'est réellement avec l'album suivant, In Trance, que le groupe se détache définitivement des racines purement psychédéliques pour clairement se placer dans le hard rock. L'influence du producteur Dieter Dierks, dont c'est alors la première collaboration avec Scorpions, est majeure dans ce changement vers un style musical différent, plus approfondi et plus personnel. À cette époque, le son du groupe est déjà assez unique grâce au jeu de guitare du virtuose Ulrich Roth, influencé par Jimi Hendrix et le néo-classicisme, dont on peut considérer qu'il est le premier vrai pionnier avant Yngwie Malmsteen. Ses influences sont néanmoins reconnaissables : ce sont des groupes comme Led Zeppelin, Deep Purple, Blue Öyster Cult ou Jimi Hendrix. Scorpions réalise en quelque sorte une synthèse des styles de ces groupes en mettant au point un hard rock puissant et mélodique, souvent teinté d'influences de rock progressif/psychédélique, et caractérisé par la voix délicate de Klaus Meine et les solos inspirés de Roth supportés par des riffs soutenus.
À la suite du départ de Roth, le groupe va entreprendre un tournant essentiel pour sa carrière, en modernisant son style. Ce tournant s'observe sur l'album Lovedrive de 1979 et est dû à l'apport décisif du nouveau guitariste soliste du groupe, Matthias Jabs, au jeu plus moderne que Roth et plus proche d'un style à la Van Halen, ainsi qu'au départ de Roth, qui permet au duo Schenker/Meine de prendre en main la composition des chansons. C'est ce son qui, évoluant et s'affinant, se retrouvera, au cours des années 1980, synonyme de succès international pour le groupe. L'album Savage Amusement de 1988 voit une orientation plus commerciale, c'est-à-dire moins hard rock et plus au goût du jour, pour ce style musical. Cette variation stylistique mineure déplaît par la suite au groupe qui, l'année suivante, se sépare de son producteur attitré Dieter Dierks et rentre en studio pour enregistrer Crazy World. Sur cet album paru en 1990, Scorpions en revient à son son classique, mais l'on peut néanmoins noter, dans les compositions, une influence légère du style des Guns N' Roses alors en vogue - avec des riffs de guitare plus crus notamment - mais aussi un son globalement moins lourd et saturé que sur les précédents Blackout ou Love at First Sting. Après Crazy World, dernier grand succès en date des Scorpions, le groupe est victime du déclin de la popularité du hard rock et du heavy metal au profit du grunge, ce qui va le pousser à changer plusieurs fois de genre musical.
Sur ses albums des années 1993 à 2001, Scorpions décide d'expérimenter, sans grand succès, de nouveaux styles de plus en plus éloignés du hard rock, pour renouer avec la sonorité (métal avec Face the Heat en 1993, électro-pop avec Eye II Eye en 1999, symphonique avec Moment of Glory en 2000, acoustique avec Acoustica en 2001) avant de finalement retourner à son « origine » avec l'album Unbreakable de 2004. Ce retour aux sources, longtemps désiré et attendu par les fans et les critiques, se poursuit sur l'album Humanity - Hour 1 en 2007 (album qui contient néanmoins quelques touches modernes genre nu metal). En 2010, sort, Sting in the Tail, qui se situe lui aussi dans la même tendance, puisqu'on y retrouve le son hard rock caractéristique des Scorpions dans de nombreux titres.
Le groupe porte un fort attachement aux problèmes environnementaux (sujet traité dans la chanson Humanity), aux droits de l'Homme et de l'Enfant (Under the Same Sun, White Dove...), et les recettes de White Dove sont entièrement reversées à l'organisation non gouvernementale Unicef for Rwanda. Le groupe est aussi touché par les changements politiques : Scorpions est en effet  le premier groupe occidental autorisé à se produire au Kremlin (après la chute du Mur), en 1991 et en présence du dernier président soviétique, à quelques mois de l'implosion de l'URSS. Il s'agit d'un symbole fort, puisque les Scorpions sont originaires de la RFA (sujet traité dans Wind of Change).

## Influence et postérité
Scorpions est considéré comme l'un des pionniers du hard rock, l'instigateur de la  productive scène hard rock allemande et le meilleur groupe de hard rock d'Europe continentale (c'est d'ailleurs le premier groupe de hard rock non anglo-saxon à obtenir un succès international important, ouvrant ainsi la voie aux groupes provenant de scènes hard rock/metal de pays comme l'Allemagne, le Brésil, les pays scandinaves…). Scorpions a influencé de nombreux groupes, permettant avec d'autres groupes , de définir le son du hard rock caractéristique des années 1980. Sa musique, mêlant des chansons s'appuyant sur des riffs très riches et puissants et d'autres en arpèges au son cristallin alliées à la guitare électrique, a influencé le style de nombreux groupes et musiciens de hard rock comme Mötley Crüe, Europe, Cinderella, Def Leppard, ou encore Guns N' Roses, Bon Jovi, Skid Row, Doro Presch, Dokken, Yngwie Malmsteen, Hanoi Rocks, The Smashing Pumpkins, Green Day, Kiss, mais aussi des artistes de la scène metal comme Kirk Hammett et James Hetfield (du groupe Metallica), Testament, Helloween, Dave Mustaine (de Megadeth), Exodus ou encore Tobias Sammet (de Edguy et Avantasia), Stratovarius, Opeth et  Ghost. Cette formule alliant hard rock et ballades sera reprise par de nombreux groupes et aidera à définir le genre et le succès de la power ballad dans le rock.
Scorpions est nommé le 46e plus grand groupe de hard rock par VH1 (dans une liste qui n'inclut pas que du hard rock au sens strict du terme, mais tout artiste ayant utilisé ou influencé le hard rock, le metal ou le punk rock comme les Rolling Stones, The Clash ou Pink Floyd). Le magazine Rolling Stone qualifie Scorpions de « héros du heavy metal ». Le groupe est le premier avec Queen à avoir reçu un Echo award de meilleur groupe de l'année, en 1992, tandis qu'en 2009, il remporte un deuxième Echo Award, cette fois pour l'ensemble de sa carrière.
Le groupe a donné le premier concert de la soirée d'inauguration du Palais omnisports de Paris-Bercy en 1984.[réf. nécessaire]

### Récompenses
- 2009 : Golden Hen Awards (Allemagne) : « Honorary Hen » pour la ballade Wind of Change[93].

## Membres

### Membres actuels
- Rudolf Schenker : guitare rythmique, guitare solo, chœurs , chant principal sur les titres They Need a Million, Hey You et Love is the Answer (depuis 1965)
- Klaus Meine : chant, guitare rythmique (depuis 1969)
- Matthias Jabs : guitare solo, guitare rythmique, chœurs (depuis 1979)
- Mikkey Dee : batterie (depuis 2016)
- Paweł Mąciwoda : basse, chœurs (depuis 2004)

### Anciens membres
- Achim Kirchhoff (†) :  basse, chœurs (1964–1968), décédé le 1er avril 1977
- Lothar Heimberg : basse, chœurs (1968–1973)
- Wolfgang Dziony : batterie, percussions, chœurs (1965–1973)
- Karl-Heinz Vollmer : guitare rythmique, guitare solo, chœurs (1965–1970)
- Michael Schenker : guitare rythmique, guitare solo, chœurs (1970–1973, 1978–1979)
- Francis Buchholz : basse, chœurs (1973–1983, 1984–1992)
- Uli Jon Roth : guitare rythmique, guitare solo, chœurs, chant principal sur les titres Drifting Sun, Fly to the Rainbow, Dark Lady, Sun in My Hand, Hell Cat, Polar Nights (1973–1978)
- Jürgen Rosenthal : batterie, percussions, chœurs (1973–1975)
- Achim Kirschning : claviers (1973–1974)
- Rudy Lenners : batterie, percussions (1975–1977)
- Joe Wyman : batterie, percussion (1977)
- Herman Rarebell : batterie, percussions, chœurs (1977–1983, 1984–1995)
- Ralph Rieckermann : basse, chœurs (1993–2000, 2000–2003)
- James Kottak  (†) : batterie, chœurs (1996-2016), décédé le 9 janvier 2024
- Curt Cress : batterie, percussions (1996)
- Ken Taylor : basse, chœurs (2000)
- Ingo Powitzer : basse, chœurs (2004)

### Managers
- Leber/Krebs (management années 1979-1980)
- Doc McGhee (management années 1980-1990)
- Peter F. Amend (booking et management depuis 1991)
- Stewart Young (depuis 1995)
- Steve Martin (The Agency Group, 2012)

## Discographie

### Albums studio
| - 1972 : Lonesome Crow - 1974 : Fly to the Rainbow - 1975 : In Trance - 1976 : Virgin Killer - 1977 : Taken by Force - 1979 : Lovedrive - 1980 : Animal Magnetism - 1982 : Blackout - 1984 : Love at First Sting - 1988 : Savage Amusement | - 1990 : Crazy World - 1993 : Face the Heat - 1996 : Pure Instinct - 1999 : Eye II Eye - 2004 : Unbreakable - 2007 : Humanity - Hour 1 - 2010 : Sting in the Tail - 2015 : Return to Forever - 2022 : Rock Believer |

### Albums live
- 1978 : Tokyo Tapes
- 1985 : World Wide Live
- 1995 : Live Bites
- 2000 : Moment of Glory (avec l'orchestre philharmonique de Berlin)
- 2001 : Acoustica
- 2012 : LIVE 2011: Get Your Sting and Blackout
- 2013 : MTV Unplugged : Live In Athens (+ 5 inédits)
- 2025 : Coming Home Live

### Compilations
Liste reprise depuis le site officiel.
| - 1979 : Best of Scorpions - 1982 : Hot & Heavy - 1984 : Gold Ballads - 1984 : Best of Scorpions Vol. 2 - 1989 : Best of Rockers 'n' Ballads - 1991 : Hot & Slow : The Best of the Ballads - 1992 : Still Loving You - 1993 : Hot & Hard - 1995 : Born to Touch Your Feelings - 1995 : Deadly Sting - 1997 : Still Loving You - The Best of | - 1998 : Big City Nights - 1998 : Hot & Slow: Best Masters of the 70's - 1999 : Best - 2000 : The Millennium Collection : The Best of Scorpions - 2002 : Gold - 2002 : Bad for Good: The Very Best of Scorpions - 2004 : Box of Scorpions - 2008 : The Platinum Collection - 2009 : Taken B Side - 2011 : Comeblack - 2017 : Born to Touch Your Feelings - Best of Rock Ballads - 2025 : From the First Sting |

## Vidéographie
- 1984 : Super Rock '84 in Japan - Tournée Love at First Sting
- 1985 : First Sting
- 1985 : World Wide Live
- 1988 : To Russia With Love And Other Savage Amusements
- 1990 : Moscow Music Peace Festival 1989, vol.2
- 1990 : The Wall Live in Berlin - en tant qu'invités de Roger Waters
- 1991 : Crazy World Tour Live...Berlin 1991
- 2000 : Moment of Glory
- 2001 : Acoustica (direct au Portugal)
- 2002 : A Savage Crazy World
- 2004 : One Night in Vienna
- 2007 : Live at Wacken Open Air 2006
- 2009 : Amazonia: Live in the Jungle
- 2011 : Live In 3D: Get Your Sting and Blackout
- 2013 : MTV Unplugged : Live In Athens (+ 5 inédits)

## Tournées
Le groupe est réputé pour n'avoir jamais cessé depuis 1972 de partir en tournée, parfois dans des lieux très reculés (comme en Sibérie).
| - 1972 : Lonesome Crow Tour - 1974 : Fly to the Rainbow Tour - 1975–1976 : In Trance Tour - 1976 : Virgin Killer Tour - 1977–1978 : Taken by Force Tour - 1978–1979 : Lovedrive Tour - 1980 : Animal Magnetism Tour - 1982–1983 : Blackout Tour - 1984–1986 : Love at First Sting Tour - 1988–1989 : Savage Amusement Tour - 1990–1991 : Crazy World Tour - 1993–1994 : Face the Heat Tour - 1996–1997 : Pure Instinct Tour | - 1999 : Eye to Eye Tour - 2000 : Moment of Glory Tour - 2001 : Acoustica Tour - 2002-2003 : Bad For Good Tour - 2004–2006 : Unbreakable Tour - 2007–2009 : Humanity Tour - 2010–2014 : Get Your Sting and Blackout/ Final Sting Worldtour - 2015–2016 : 50th Anniversary World Tour - 2017–2018 : Crazy World Tour - 2019-2020 : World Tour - 2022–2023 : Rock Believer World Tour - 2024 : Love At First Sting 40th Anniversary Tour 2024 - 2025 : 60th Anniversary World Tour |